# 1990 في البوسنة والهرسك
فيما يلي قوائم الأحداث التي وقعت خلال عام 1990 في البوسنة والهرسك.

## أحداث
- 1 يناير – الانتخابات العامة في البوسنة 1990

## مواليد

### يناير
- 12 يناير – نهاد جيدوفيتش لاعب كرة سلة بوسني.
- 24 يناير – إرمين بكشاكشيتش لاعب كرة قدم ألماني.

### فبراير
- 17 فبراير – إيدين فيشا لاعب كرة قدم بوسني.

### مارس
- 9 مارس – توميسلاف بركيتش لاعب كرة مضرب بوسني.

### أبريل
- 2 أبريل – ميراليم بيانيتش لاعب كرة قدم بوسني.
- 29 أبريل – روبرت ريكيتش لاعب كرة سلة كرواتي.

### مايو
- 16 مايو – أوغنين كوزميتش لاعب كرة سلة صربي.

### يونيو
- 1 يونيو – مارينو ماريتش لاعب كرة يد كرواتي.
- 22 يونيو – فاروق فراجاليتش لاعب كرة يد بوسني.
- 25 يونيو – كرشيمير كوزينا لاعب كرة يد كرواتي.

### يوليو
- 27 يوليو – نيمانيا ميتروفيتش لاعب كرة سلة بوسني.

### أغسطس
- 9 أغسطس – إيفان راملجاك لاعب كرة سلة كرواتي.

### سبتمبر
- 9 سبتمبر – ديان كرافيتش لاعب كرة سلة بوسني.
- 11 سبتمبر – إينيس سيبوفيتش لاعب كرة قدم بوسني.

### نوفمبر
- 20 نوفمبر – بنيامين بوريتش لاعب كرة قدم بوسني.
- 20 نوفمبر – سينجامين بوريتش لاعب كرة يد بوسني.
- 22 نوفمبر – داركو بلانينيتش لاعب كرة سلة كرواتي.

### ديسمبر
- 7 ديسمبر – نيكولا تشاتشيتش لاعب كرة مضرب صربي.

## وفيات

### يونيو
- 11 يونيو – فاسو كبريلوفيك (مواليد 1897)